# Lac Pohénégamook
Le lac Pohénégamook (en anglais : Lake Pohenegamook) est un lac du Canada situé dans la municipalité régionale de comté (MRC) de Témiscouata, dans la région administration du Bas-Saint-Laurent, au Québec, non loin de la ville de Pohénégamook qui lui a donné son nom.

## Toponymie
Le nom du lac provient de l'abénaqui ponegamikw et signifie « campement d'hiver ». Plusieurs autres traductions populaires sont apparues avec le temps, comme « Dessiné en forme d'homme couché », « lac de la risée », « lac de la moquerie », « lac profond » ou encore « lieu de repos ».
Le toponyme « lac Pohénégamook » a été officialisé le 5 décembre 1968 à la Commission de toponymie du Québec.

## Géographie
Le lac, de forme allongée orienté nord-nord-ouest-sud-sud-est pour neuf kilomètres de longueur contre un kilomètre de largeur, est situé dans une région boisée. Ses rives, presque intégralement ceinturées par une route, sont bordées de nombreuses habitations, notamment dans sa partie sud et ouest.
Ce lac reçoit ses eaux de quelques cours d'eau, notamment de la rivière Saint-François (fleuve Saint-Jean) se déversant à son extrémité nord et de la rivière Boucanée sur la rive Ouest. L'émissaire du lac s'écoule de son extrémité sud-est pour alimenter la rivière Saint-François (fleuve Saint-Jean). La profondeur maximale du lac est supérieure à celle du fleuve Saint-Laurent.
L'extrémité septentrionale de l'État américain du Maine est située non loin du lac, la frontière longeant son extrémité sud-est quelques mètres en retrait du rivage, permettant à la route 289 et au chemin de fer reliant le Québec au Nouveau-Brunswick de rester en territoire canadien.

## Légende
Selon une légende, un monstre, le Ponik, vivrait dans le lac. Il aurait l'apparence d'un canot retourné recouvert d'écailles. Son explication pourrait provenir de l'observation d'un esturgeon, d'un serpent de mer ou de billots de bois flottant dans ses eaux. Cette histoire permet cependant au lac et la ville homonyme d'être connu par de nombreux Québécois.

### Destination touristique quatre-saisons
Avec ses multiples infrastructures autour du lac, tels la plage, le camping et la base de plein-air, la ville de Pohénégamook a investi plus de 1,7M de dollars afin d'attirer les touristes à l'année.
Depuis 2018, le lac accueille la plus grande structure gonflable de type Wipeout au pays.